# 児島郵便局
児島郵便局（こじまゆうびんきょく）は、岡山県倉敷市にある郵便局。民営化前の分類では集配普通郵便局であった。

## 概要
住所：〒711-8799 岡山県倉敷市児島駅前二丁目45番地

### 出張所（局外ATM）
民営化前は以下の場所に出張所としてATMを設置していた。現在も同じ場所にATMがあるが、管理はゆうちょ銀行広島支店となっている。
- 天満屋ハピータウン児島内出張所

## 沿革
- 1879年（明治12年）3月16日 - 味野（あじの）郵便局（五等）として開設。[1]
- 1885年（明治18年）5月25日 - 貯金取扱を開始。
- 1890年（明治23年）8月1日 - 為替取扱を開始。
- 1892年（明治25年）3月1日 - 味野郵便電信局となる。
- 1903年（明治36年）4月1日 - 通信官署官制の施行に伴い味野郵便局となる。
- 1949年（昭和24年）5月11日 - 児島郵便局に改称するとともに、特定郵便局から普通郵便局に局種別改定[2]。
- 1956年（昭和31年）10月1日 - 電話通話および和文電報受付事務の取扱を開始[3]。
- 1959年（昭和34年）4月26日 - 児島市味野から同市下之町に移転[4]するとともに琴浦郵便局[5]および下津井郵便局から集配業務を移管[6]。
- 1979年（昭和54年）3月5日 - 倉敷市児島下の町から同市児島味野へ移転。
- 1999年（平成11年） - 外国通貨の両替および旅行小切手の売買に関する業務取扱を開始。
- 2007年（平成19年）10月1日 - 民営化に伴い、併設された郵便事業児島支店に一部業務を移管。
- 2012年（平成24年）10月1日 - 日本郵便株式会社発足に伴い、郵便事業児島支店を児島郵便局に統合。

## 取扱内容
- 郵便、印紙、ゆうパック、内容証明
- 貯金、為替、振替、振込、国際送金、国債、投資信託
- 生命保険、バイク自賠責保険、自動車保険、がん保険、引受条件緩和型医療保険
- ゆうちょ銀行ATM
- 倉敷市内の一部地域（児島地域の一部：〒711-09xx、711-85xx、711-86xx、711-87xx）の集配業務
- ゆうゆう窓口

## 周辺
- 倉敷市瀬戸大橋架橋記念館
- 倉敷市立市民病院
- 天満屋ハピータウン児島店
- 岡山家庭裁判所児島出張所・児島簡易裁判所
- 国道430号

## アクセス
- JR本四備讃線（瀬戸大橋線） 児島駅から徒歩約13分
- 下電バス 児島文化センター停留所下車
- 瀬戸中央自動車道 児島ICから北へ約2km
- 駐車場あり：20台